# Neoromicia melckorum
Neoromicia melckorum es una especie de murciélago de la familia Vespertilionidae. Este taxón se distingue claramente del Neoromicia capensis.

## Distribución geográfica
Se encuentra en Kenia Tanzania Zambia Mozambique Zimbabue, Sudáfrica y Madagascar.